# Stipa pulchra
Stipa pulchra är en gräsart som beskrevs av Albert Spear Hitchcock. Stipa pulchra ingår i släktet fjädergrässläktet, och familjen gräs. Inga underarter finns listade i Catalogue of Life.